# Unión Foot Ball
El Unión Foot Ball fue un club perteneciente al Cercado de Lima, del Departamento de Lima del Perú. Unión Foot Ball se creó a partir de jóvenes estudiantes de la época, el 10 de julio de 1898.

## Historia
El Unión Foot Ball fue uno de los primeros clubes limeños, formados por jóvenes estudiantes de la época, entre ellos el poeta José Gálvez. Su primer presidente honorario fue José Salvador. Unión Foot Ball fue formado a partir de las influencias de fútbol traídas por ingleses residentes en el Perú (los ingleses tenían mucho más tiempo practicando y perfeccionando el football soccer). Fue uno de los primeros clubes en lograr conseguir más 100 socios inscritos. Unión Foot Ball pactaba encuentros de football en la Pampa de Santa Rosita.
El club Unión Foot Ball se enfrentó a otros clubes de la época tales como: Lima Cricket&Football Club , Association Football Club , Foot Ball Perú , Unión Cricket entre otros equipos. El Unión Foot Ball tuvo una corta vida institucional. Se disolvió durante 1903. Los sucesos correspondientes, se generaron antes de la formación de la Liga Peruana de Fútbol en 1912.

## Jugadores
- José Gálvez
- Arístides Elías
- Carlos Samanez
- Julio Villar
- Roberto Erausquín
- Baltazar Caravedo
- Aníbal
- José Montoya
- Salvador Cavero
- Alfredo Henriod
- Oscar Basadre
- Eduardo Smascarone

## Nota de Clubes No Relacionados
En los inicios del fútbol en Lima, aparecieron muchos clubes con nombres parecidos, pero son equipos totalmente diferentes.Tenemos los casos de:

### Unión Foot Ball Club Guadalupe
El Unión Foot Ball Club Guadalupe, fue un equipo de fútbol fundado en 1911. Fue el segundo equipo proveniente de la Institución Educativa Emblemática Nuestra Señora de Guadalupe (actualmente denominado Colegio Nacional Nuestra Señora De Guadalupe).

#### Indumentaria
| Titular 1 | Titular 2 | Titular 3 | Titular 4 | Titular 5 | Titular 6 |

### Unión Foot Ball
Otro caso, fue el equipo de fútbol Unión Foot Ball. Fue formado por los alumnos de la Escuela Técnica de Comercio, en 1902. Participó en muchos partidos con otros equipos limeños de la época.

#### Indumentaria
| Titular 1 | Titular 2 | Titular 3 | Titular 4 |

### Unión Foot Ball Barranco
El Unión Foot Ball Barranco, también fue uno de los primeros equipos de fútbol del de Distrito de Barranco. Que como muchos, jugó contra otros equipos limeños contemporáneos de la época. Además, se enfrentó con algunos equipos del Callao, como el Unión Callao.

#### Indumentaria
| Titular 1 | Titular 2 | Titular 3 | Titular 4 |

## Enlaces
- http://blog.pucp.edu.pe/blog/juanluisorrego/2008/10/18/la-historia-del-futbol-en-el-peru/
- Tema: La Liga Peruana de Fútbol., Capítulo 2 de La difusión del fútbol en Lima, tesis de Gerardo Álvares Escalona, Biblioteca de la Universidad Nacional Mayor de San Marcos
- Tesis Difusión del Fútbol en Lima- Cap.2
- Tema: La Liga Peruana de Fútbol., Capítulo 3 de Los valores y adhesiones construidos en el fútbol, tesis de Gerardo Álvares Escalona, Biblioteca de la Universidad Nacional Mayor de San Marcos
- Tesis Difusión del Fútbol en Lima- Cap 3.

- Datos: Q27961476